# Credito Italiano

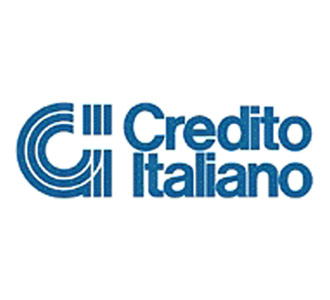
El Logo de Credito Italiano, 1993

Credito Italiano fue un banco italiano, ahora parte del grupo Unicredit. Fue absorbido por el anterior en 1998.

## Historia
Fundado el 28 de abril de 1870 en Génova como Banca di Genova, tomó parte en la creación del Banco d'Italia (1871) y abrió los primeros negocios bancarios transatlánticos con Buenos Aires (1872). Los accionistas eran la nobleza local (Pallavicino y Balbi), banqueros (Quartara, Pollieri) y negociantes (Lagorio, Dodero, Bacigalupo), partiendo de un capital inicial de 3 millones de liras. 
Adquirió la "Banca Vonwiller" de Milán, pero una gran crisis financiera nacional llevó a una refinanciación por parte de bancos alemanes y al cambio de nombre por "Credito Italiano" (1895).
Después, adquirió "Banca Manzi" de Roma (1901) y "Banca Meuricoffre" de Nápoles (1905). Su sede se trasladó a Piazza Cordusio, en Milán, y, a pesar de la Guerra Ítalo-turca y la Primera Guerra Mundial, pudo mantener abiertas sucursales en Londres (1911) y Nueva York (1917), así como en París y en Berlín (1921).
Más tarde adquirió la "Banca del Monferrato", "Banca di Legnano", "Credito Varesino y la suiza Banca Unione di Credito (1919), y en 1920 se unió a la "Compagnia Finanziara Nazionale" (1920); también estableció la "Banca Italo-cinese", la "Banca Italo Viennese" y "Tiroler Hauptbank" (1920), y contribuyó al establecimiento de la Banca Italo Egiziana (1924) y la Banca Nazionale di Albania (1925).
Como consecuencia de la gran depresión, se declaró en quiebra y fue revitalizado por el Istituto per la Ricostruzione Industriale (1933-45), prohibiéndosele actuar estratégicamente (permitidos solo negocios a corto plazo), y siendo también excluido de la Borsa Italiana (1935-1970). Fue parte de Mediobanca (1946-) y, tras sucesivas fusiones, pasó a formar parte de UniCredit (1998)